# Вовк, Юлиан Александрович
Юлиан Александрович Вовк (укр. Юліан  Олександрович Вовк; 6 мая 1923, Калач, Воронежская губерния, РСФСР — 1 июля 2000) — советский и украинский учёный-правовед, доктор юридических наук (1972), профессор (1973).
Участник Великой Отечественной войны. С 1963 по 1969 год заведующий кафедрой трудового, экологического и колхозного права, а с 1970-х годов профессор кафедры земельного права и правовой охраны природы Харьковского юридического института (с 1991 года — Украинская юридическая академия, с 1995 года — Национальная юридическая академия имени Ярослава Мудрого).
Учитель Анатолия Гетьмана. Соавтор Примерного устава колхоза 1969 года и Земельного кодекса Украинской ССР 1970 года.

## Биография
Юлиан Вовк родился 6 мая 1923 года в Калаче Воронежской губернии. В 1941 — 1942 годах Вовк был курсантом в Московском артиллерийском училище, 7 ноября 1941 года принял участие в Параде на Красной площади. С 1942 года, будучи командиром батареи, в составе одного из миномётных полков Красной армии участвовал в боях Великой Отечественной войны, сражался на Волховском и Ленинградском фронтах. Дослужился до воинского звания капитан.
Капитан Вовк демобилизовался в 1947 году, а уже в 1949 окончил Харьковский юридический институт (ХЮИ). После окончания остался в нём работать на кафедре трудового, колхозного и земельного права, где с 1952 по 1955 год последовательно занимал должности ассистента и старшего преподавателя.
В 1955 году, в рамках осуществления государственной политики по укреплению руководства аграрного сектора, Юлиан Александрович был направлен работать председателем колхоза в село Грунь (Сумская область). В 1958 году Юлиан Вовк вернулся на должность старшего преподавателя кафедры трудового, колхозного и земельного права ХЮИ, а через некоторое время стал доцентом этой кафедры.
В 1963 (по другим данным в 1964 году) Юлиан Александрович Вовк был избран заведующим кафедрой трудового, колхозного и земельного права ХЮИ. Он продолжал возглавлять эту кафедру вплоть до 1969 года, когда на её месте была создана кафедра колхозного, земельного права и правовой охраны природы под руководством В. С. Шелестова. Являлся одним из основателей этой кафедры, а через несколько лет после её создания (в разных источниках указываются 1973, 1974 и 1979 годы) занял на ней профессорскую должность (с 1979 года кафедра земельного права и правовой охраны природы).
Юлиан Александрович Вовк скончался 1 июля 2000 года.

## Научная деятельность
В круг научных интересов Юлиана Вовка входили вопросы, связанные с правовым регулированием земельных, колхозных, затем аграрных отношений. Занимаясь разработкой этой темы, Вовк первым в Советском Союзе установил значение природоресурсного права и правовой охраны окружающей среды для правовой системы и её место в этой системе, а также самостоятельно разработал методологию преподавания этой дисциплины.
В 1953 году Юлиан Александрович Вовк защитил кандидатскую диссертацию по теме «Право вторичного пользования землями колхозов», а в 1972 году диссертацию на соискание учёной степени доктора юридических наук по теме «Колхозное трудовое правоотношение». В 1961 году ему было присвоено учёное звание доцента, а в 1973 — профессора.
Принимал участие в подготовке учёных юристов, стал научным руководителем у десяти соискателей учёной степени кандидата юридических наук, среди его учеников были А. П. Гетьман, В. К. Попов, В. С. Шахов, М. В. Шульга.
Занимаясь научно-практической работой, Юлиан Александрович был одним из создателей Примерного устава колхоза 1969 года и Земельного кодекса Украинской ССР 1970 года. Был автором и соавтором около 90 научных трудов, основными среди которых были: «Договорные отношения колхозов с организациями и предприятиями» (1962), «Колхозное трудовое правоотношение» (1972), «Советское земельное право» (1981, соавтор учебного пособия), «Советское природоресурсное право и правовая охрана окружающей природной среды. Часть общая» (1986, учебное пособие).

## Награды
Юлиан Александрович был удостоен двух орденов Отечественной войны II степени (8 февраля 1944 и 1 августа 1986), медалей — «За оборону Ленинграда» (22 декабря 1942) и «За победу над Германией в Великой Отечественной войне 1941—1945 гг.» (9 мая 1945), а также шести других знаков отличия.